# إيفان راند
إيفان راند (بالإنجليزية: Ivan Rand)‏ هو قاضي وسياسي كندي، ولد في 27 أبريل 1884 في مونكتون في كندا، وتوفي في 2 يناير 1969 في لندن في كندا. انتخب عضو الجمعية التشريعية لنيو برونزويك ‏ وانتخب justice of the Supreme Court of Canada ‏.